# Tangba (sockenhuvudort i Kina, Guizhou Sheng, lat 29,01, long 108,23)
Tangba (kinesiska: 塘坝, 塘坝乡) är en sockenhuvudort i Kina. Den ligger i provinsen Guizhou, i den sydvästra delen av landet, omkring 310 kilometer nordost om provinshuvudstaden Guiyang. Antalet invånare är 14 182. Befolkningen består av 6 931 kvinnor och 7 251 män. Barn under 15 år utgör 33 %, vuxna 15-64 år 56 %, och äldre över 65 år 9,0 %.